# Gérard Corboud
Gérard Jacques Corboud (* 18. Mai 1925 in Fribourg; † 5. März 2017 ebenda) war ein Schweizer Sammler, Kunstmäzen und Philanthrop.

## Leben
Der Unternehmer Gérard Corboud stammte aus dem schweizerischen Fribourg, lebte jedoch viele Jahre in Köln, der Heimatstadt seiner Frau Marisol (geboren als Marliese Eiserfey). Schon früh begann der spätere Stifter sein Engagement für das Kölner Wallraf-Richartz-Museum, welches zu diesem Zeitpunkt neben einer umfassenden Sammlung mittelalterlicher Kunst und Gemälden von der Renaissance bis in das frühe 20. Jahrhundert auch die Sammlung Ludwig mit Werken des 20. Jahrhunderts beherbergte.
Mitte der 1980er Jahre begann Corboud zusammen mit seiner Frau unter Mithilfe des damaligen Kölner Museumsdirektors Rainer Budde mit dem Aufbau einer Sammlung von französischen Gemälden des Impressionismus, Spätimpressionismus und Pointillismus. Diese später in der privaten Fondation Corboud zusammengefassten Kunstwerke befinden sich seit 2001 als „ewige Leihgabe“ im Wallraf-Richartz-Museum. Zum Dank an Gérard und Marisol Corboud trägt das international renommierte Wallraf-Richartz-Museum seither den Namen Wallraf-Richartz-Museum & Fondation Corboud. 2012 drohte Corboud mit dem Abzug seiner Sammlung, weil die ihm zugesagte Erweiterung des Museums noch nicht erfolgt ist. Der Baubeginn ist inzwischen für 2022 vorgesehen.
Corboud gehörte dem Stifterrat Wallraf-Richartz-Museum & Fondation Corboud e.V. an und war Gründungsmitglied des Vereins Kuratorium und Förderergesellschaft Wallraf-Richartz-Museum und Museum Ludwig e.V.

## Sammlung
Im März 2001 übergab das Sammlerpaar die mehr als 170 Gemälde der Fondation Corboud an die Stadt Köln in den Bestand des Wallraf-Richartz-Museums. Zu dieser Sammlung, die laut dem Wallraf-Richartz-Museum „in der Welt ihresgleichen sucht“, zählen Werke von Vincent van Gogh, Claude Monet und Pierre-Auguste Renoir ebenso wie oft verkannte Weggefährten der bekannteren Maler (u. a. Armand Guillaumin oder Maximilien Luce). Darüber hinaus sammelte das Paar weitere Gemälde, die es in die private Fondation Surpierre einbrachte. 19 dieser Werke befanden sich zeitweilig ebenfalls im Wallraf-Richartz-Museum & Fondation Corboud. Einige dieser Werke wurden bereits zu Corbouds Lebzeiten verkauft; 2019 zog die Witwe den Restbestand der Fondation Surpierre endgültig aus dem Museum ab.

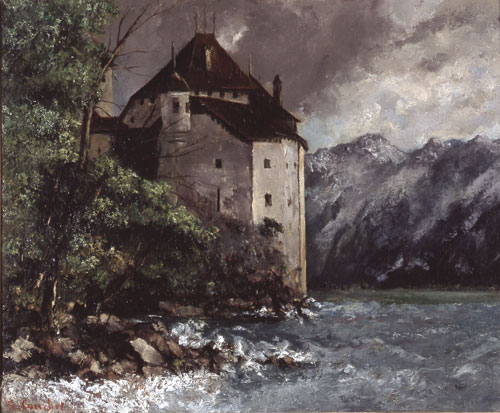
Gustave Courbet: Schloss Chillon
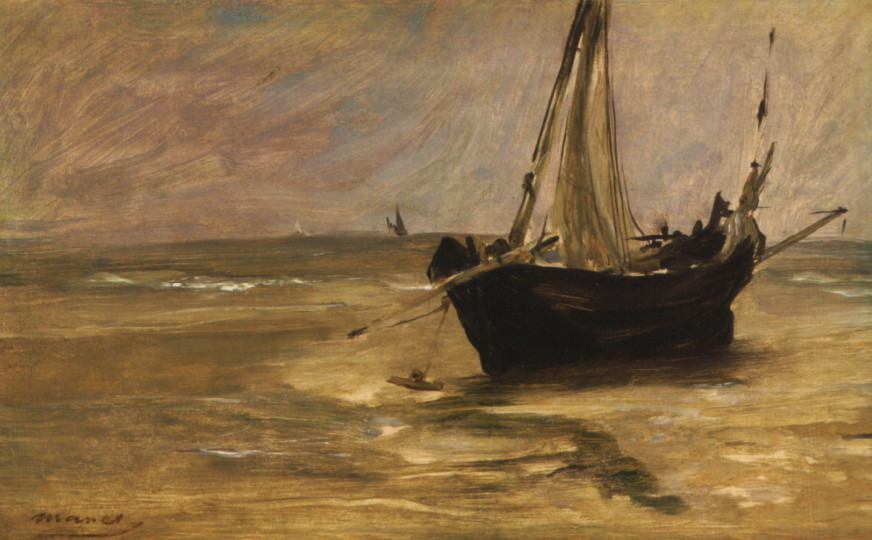
Edouard Manet: Fischerboot am Strand von Berck
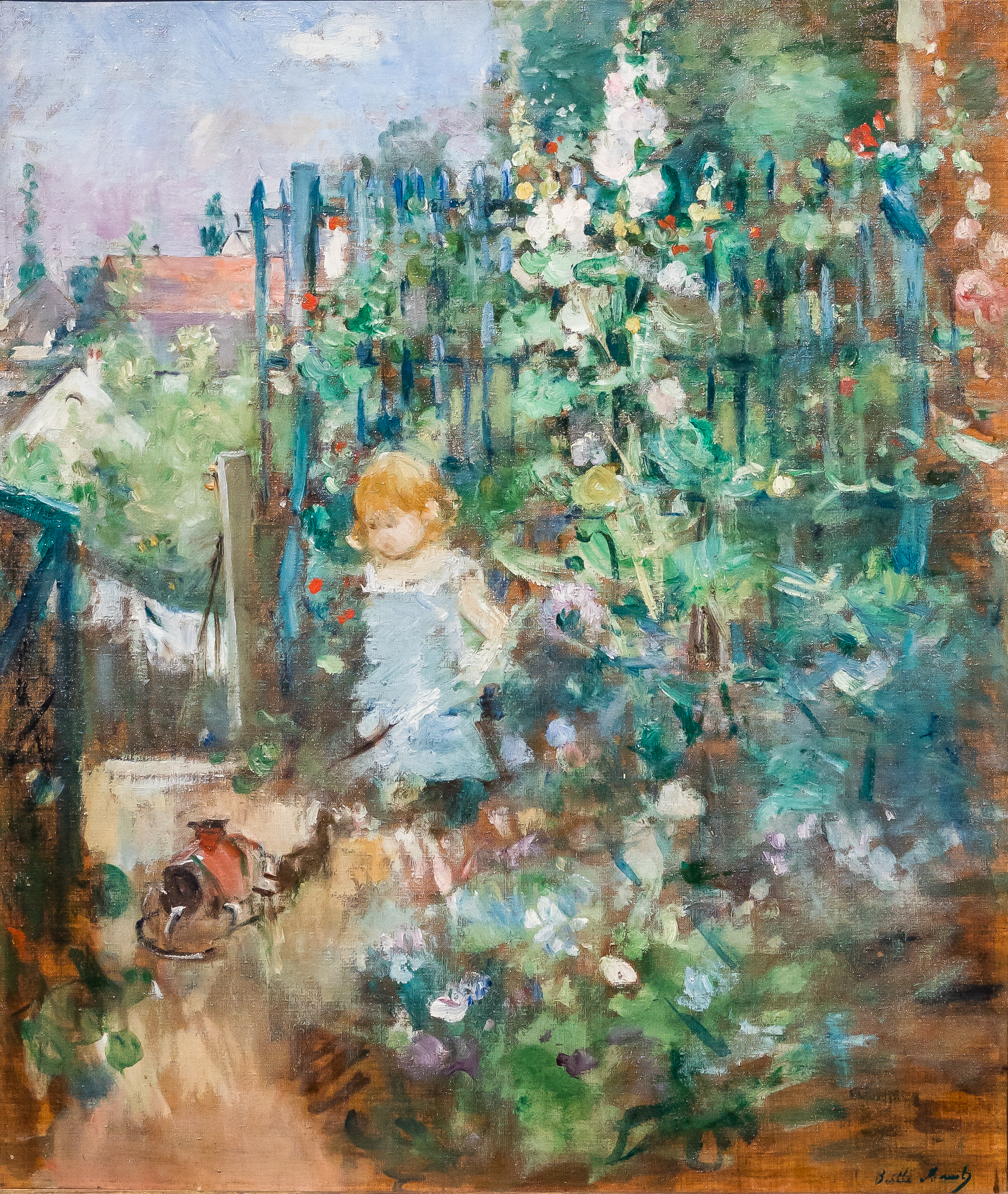
Berthe Morisot: Kind zwischen Stockrosen
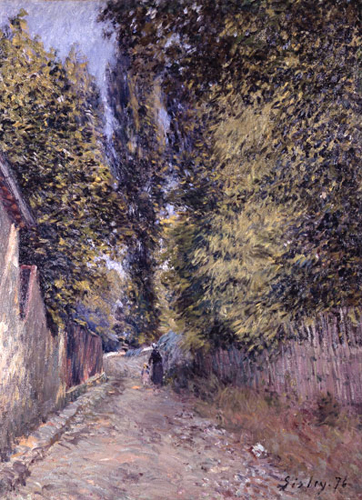
Alfred Sisley: Umgebung von Louveciennes
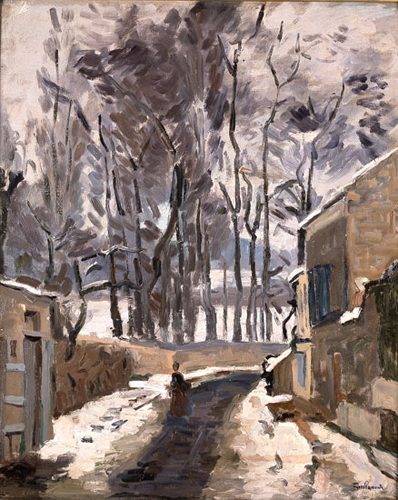
Armand Guillaumin: Landschaft von Louveciennes
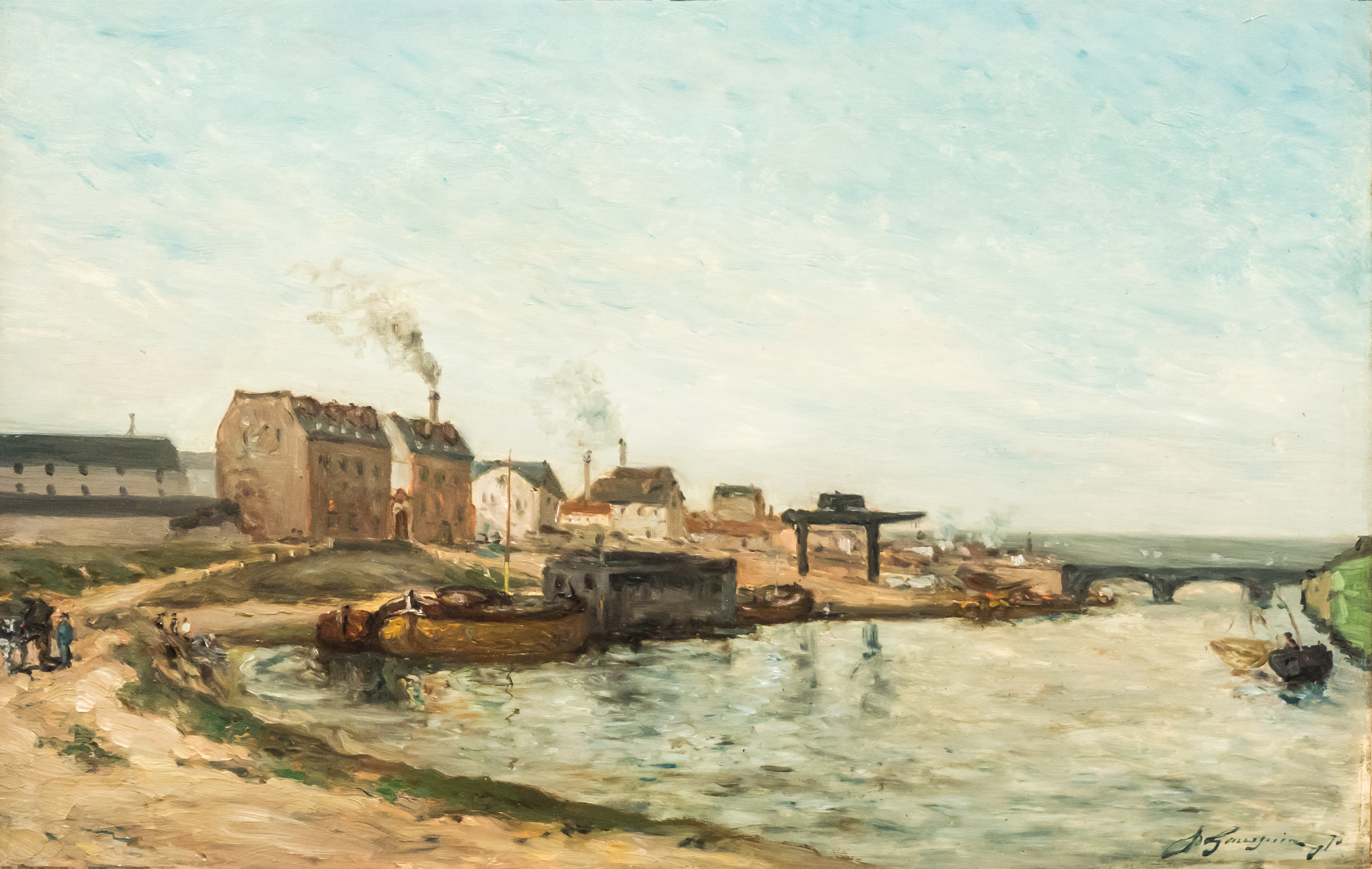
Paul Gauguin: Die Seine beim Pont de Grenelle
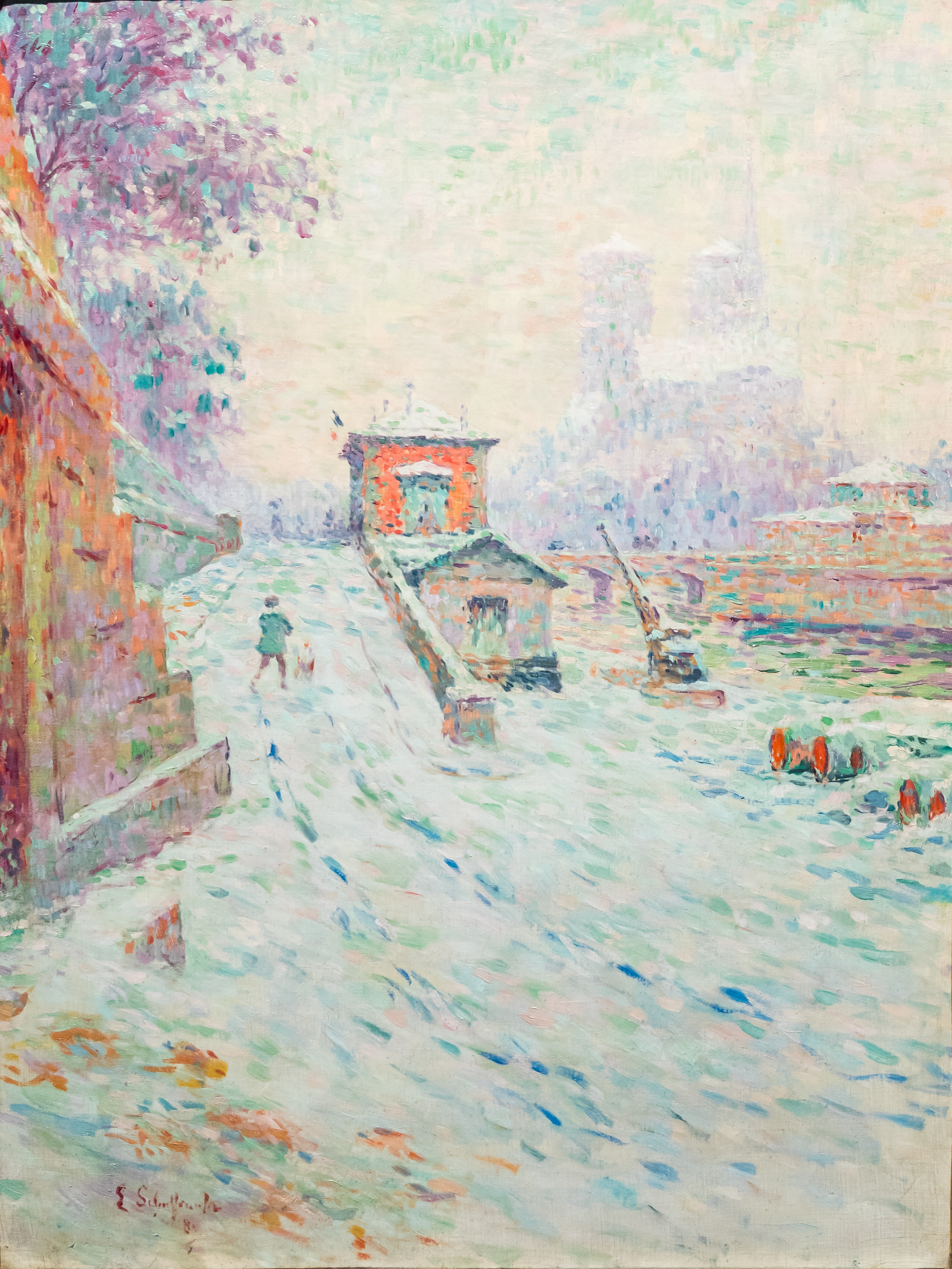
Claude Emile Schuffenecker: Notre Dame de Paris
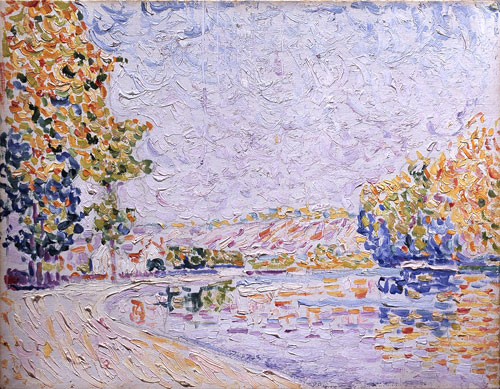
Paul Signac: Samois, Studie Nr. 8

## Auszeichnungen und Ehrungen
Corboud war Chevalier de l’Ordre des Arts et des Lettres. Die Stadt Köln ehrte ihn im Dezember 2006 mit einer Eintragung in das Goldene Buch der Stadt Köln. Am 24. August 2012 erhielt Corboud den Verdienstorden des Landes Nordrhein-Westfalen für „seine großen Verdienste um die Kultur des Landes“. Im Dezember 2012 wurde ihm von der Stadt Köln die Jabach-Medaille für seine „außerordentlichen Verdienste um die Kölner Museen“ verliehen.